# Senička
Senička je obec v okrese Olomouc v Olomouckém kraji. Žije zde 362 obyvatel.

## Historie
První písemná zmínka o obci pochází z roku 1349. První písemná zmínka o později zaniklé tvrzi a dvorci Lysově je z roku 1353 a nejstarší zpráva o Horním mlýnu v Seničce z roku 1382. Kapitulní dvůr v Seničce byl v roce 1399 zpustošen stoupenci markraběte Prokopa.

## Obyvatelstvo

### Struktura
Vývoj počtu obyvatel za celou obec i za jeho jednotlivé části uvádí tabulka níže, ve které se zobrazuje i příslušnost jednotlivých částí k obci či následné odtržení.
| Místní části   | Místní části | 1869 | 1880 | 1890 | 1900 | 1910 | 1921 | 1930 | 1950 | 1961 | 1970 | 1980 | 1991 | 2001 | 2011 | 2021 |
| -------------- | ------------ | ---- | ---- | ---- | ---- | ---- | ---- | ---- | ---- | ---- | ---- | ---- | ---- | ---- | ---- | ---- |
| Počet obyvatel | část Senička | 485  | 496  | 485  | 511  | 533  | 599  | 547  | 424  | 437  | 414  | 360  | 316  | 340  | 336  | 331  |
| Počet domů     | část Senička | 66   | 72   | 82   | 88   | 93   | 97   | 109  | 116  | 106  | 109  | 94   | 123  | 123  | 133  | 141  |

## Obecní správa
Mezi lety 1869–1974 Senička byla obcí v okrese Litovel (1880–1950) a později v okrese Olomouc. Od 1. května 1974 do 23. listopadu 1990 patřila jako část obce k Senici na Hané a od 24. listopadu 1990 je opět samostatnou obcí.

### Obecní symboly
Znak a vlajka byly obci uděleny rozhodnutím předsedy Poslanecké sněmovny Parlamentu České republiky dne 4. června 1998.

## Pamětihodnosti
- Kaple Andělů Strážných na návsi
- Socha svatého Jana Nepomuckého na severovýchodním kraji obce

## Osobnosti
- Antonín Dvořák (1848–1918), advokát v Ivančicích, zemský poslanec[8]
- Josef Svozil (1847–1931), sedlák, novinář a politik, starosta obce, poslanec Říšské rady a Moravského zemského sněmu[9][10]

## Fotogalerie

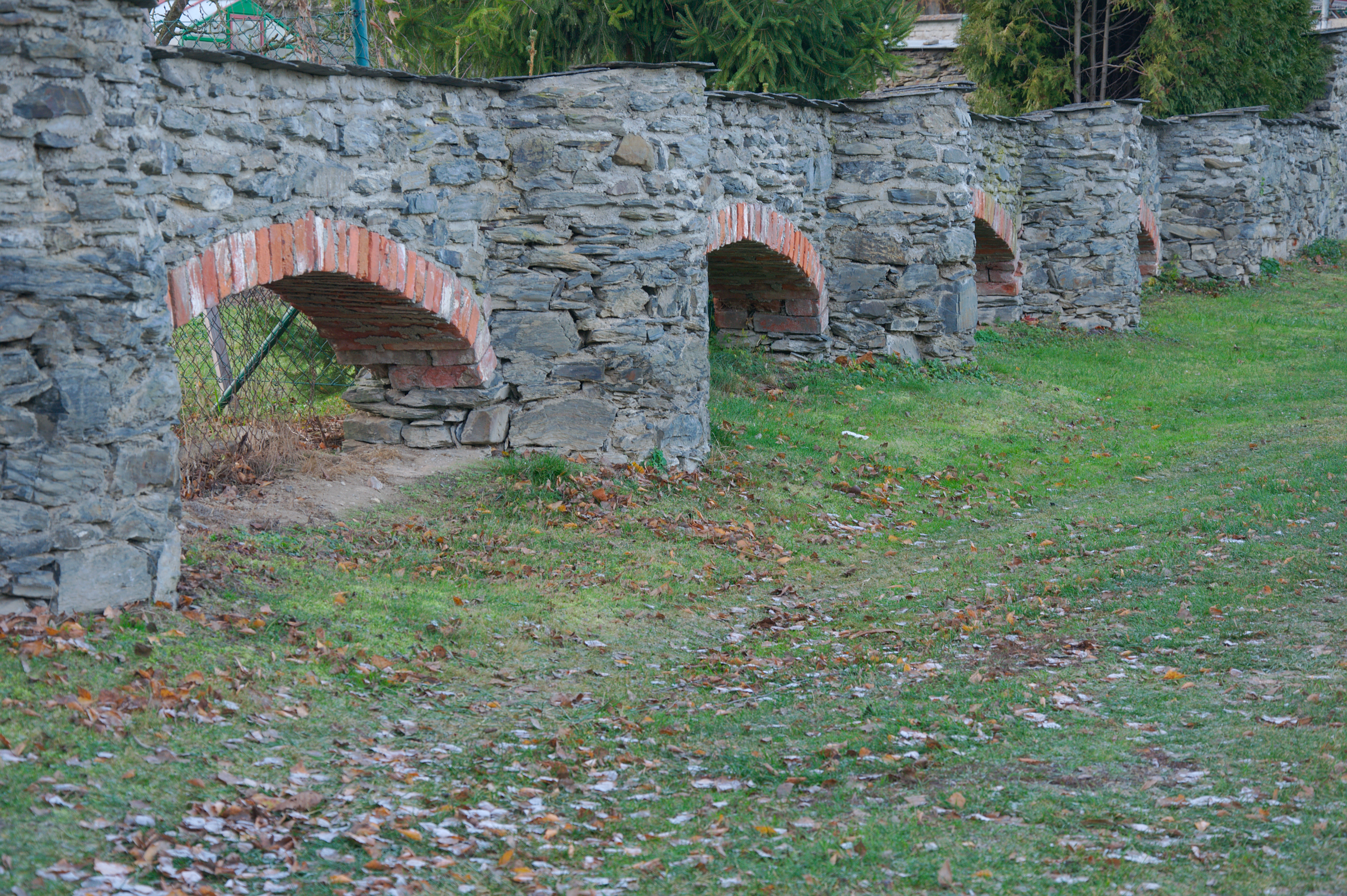
Ohrady proti povodním
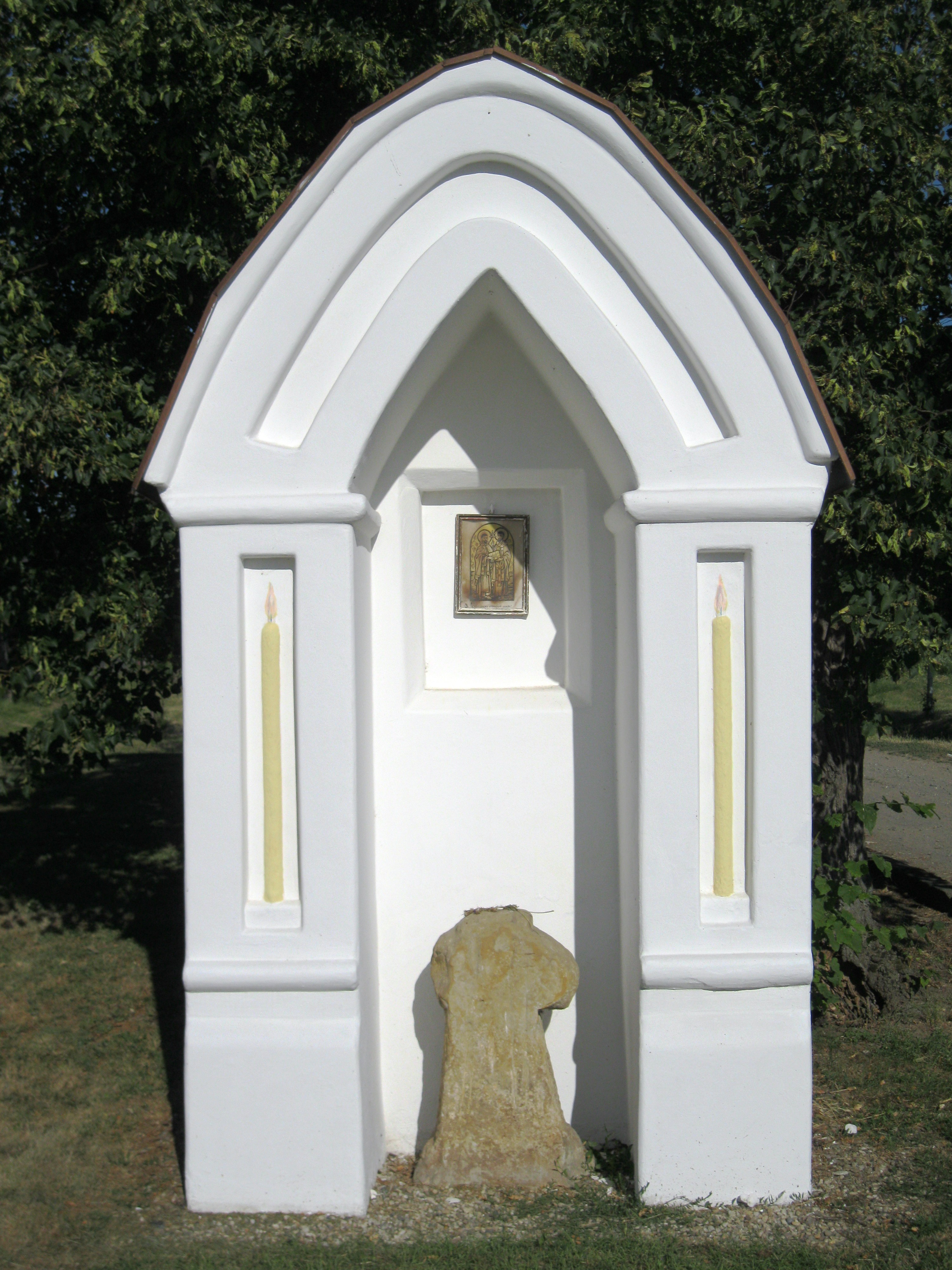
Smírčí kříž
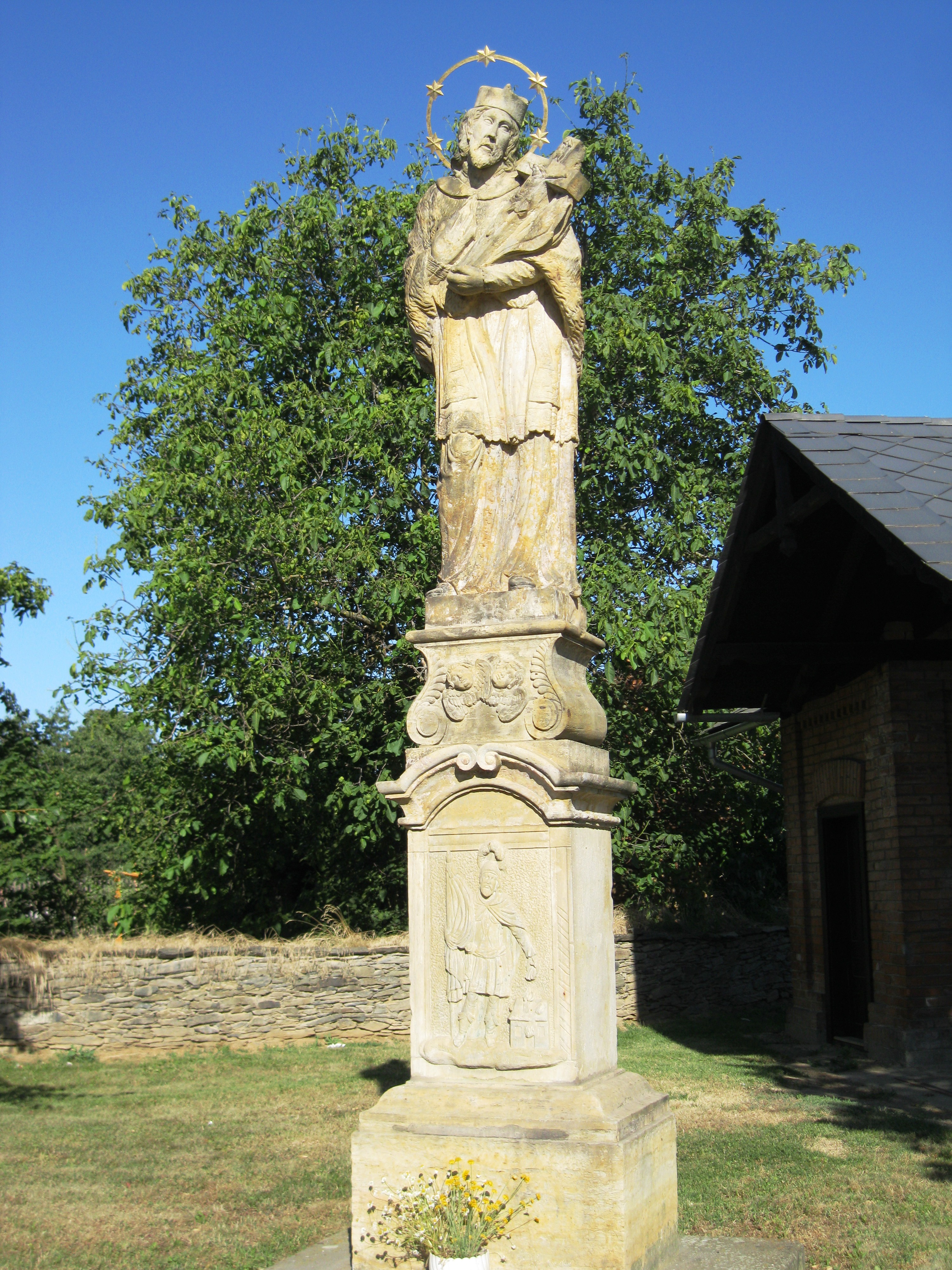
Socha sv. Jana Nepomuckého
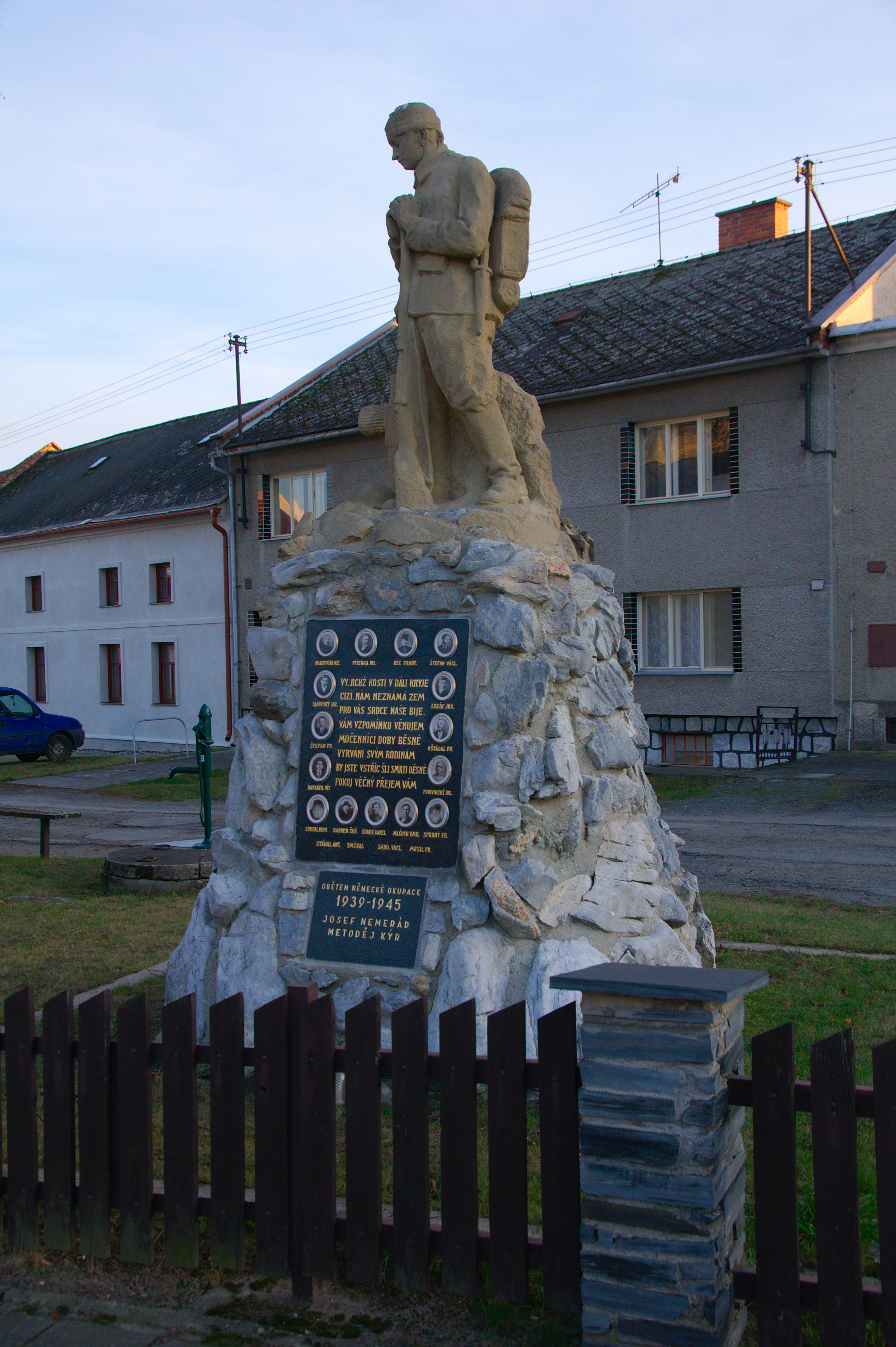
Památník obětem světových válek
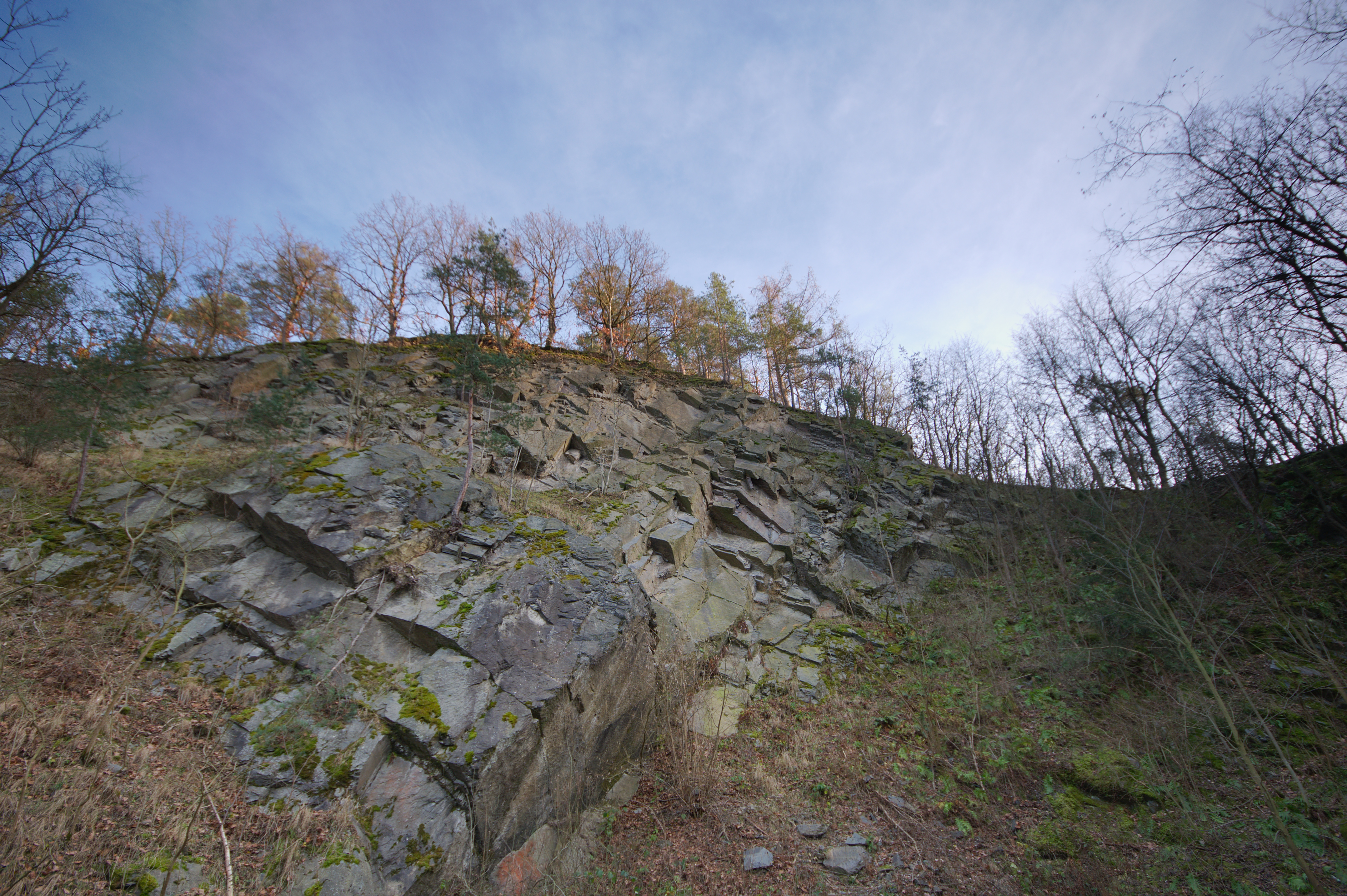
Bývalý lom
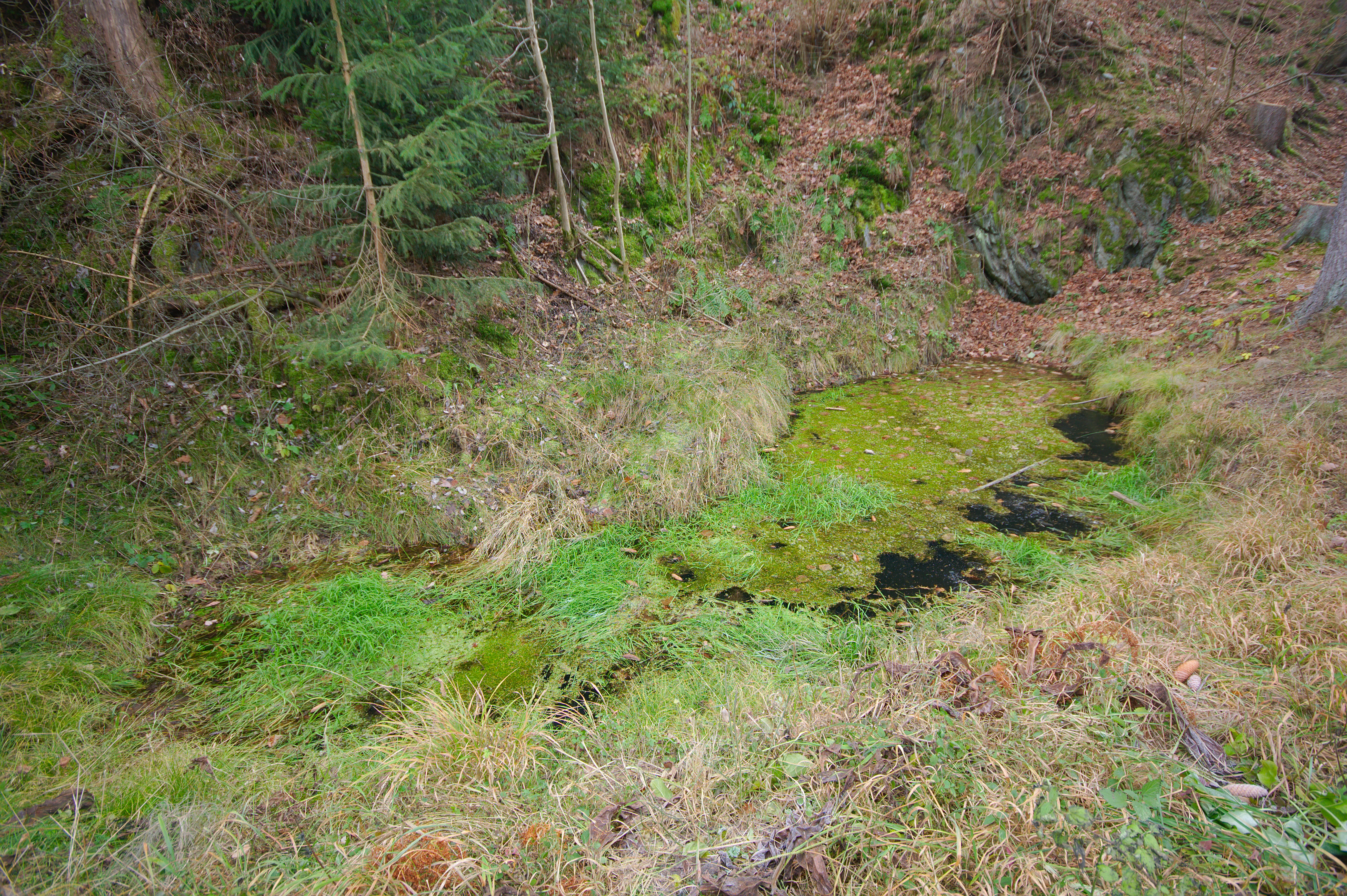
Šrámkova studánka